# Juanita Bermúdez
Juanita de los Ángeles Bermúdez Pérez  (Masaya, 1943) es una galerista, promotora de arte, servidora pública y gestora cultural nicaragüense. Fue la fundadora de la Galería Códice y es la coordinadora del programa de la Fundación Ortíz Gurdián para cultura en Nicaragua.

## Trayectoria
Hija de Ángela Pérez y Roberto Bermúdez Alegría, a los 12 años se trasladó a Managua para estudiar en el internado del Colegio de la Asunción, donde se graduó con un Bachillerato en Cultura Femenina. Estudió inglés en Estados Unidos y a su regreso a Nicaragua comenzó a trabajar en el Banco de América. A los 23 años viajó a Washington, Estados Unidos, para trabajar como secretaria ejecutiva del Banco Interamericano de Desarrollo. Tres años después viajó a Roma, Italia, para trabajar con el Programa Mundial de Alimentos y participó de varios cursos sobre arte. Después, vivió en Brasil durante seis años.[cita requerida]
A su vuelta a Nicaragua, Bermúdez se involucró con el Frente Sandinista de Liberación Nacional, apoyando el proceso revolucionario. Se vio forzada al exilio en México, desde donde trabajó en la divulgación de propaganda internacional para crear apoyo a la revolución. Regresó a Nicaragua el 18 de julio de 1979 para trabajar como secretaria y asistente personal del escritor Sergio Ramírez, que formaba parte de la Junta de Gobierno de Reconstrucción Nacional, y se desempeñó como vicepresidente de la república hasta 1990. Durante esta época, el despacho de la vicepresidencia fue la entidad encargada de la promoción cultural y artística, como estrategia para la creación de nuevos imaginarios culturales y de identidad nacional.
Tras la derrota del Frente Sandinista de Liberación Nacional en 1990, se implementaron nuevas políticas nacionales que no dieron prioridad al arte y la cultura.

## Galería Códice
En 1991, como respuesta a la falta de promoción oficial, fundó la Galería Códice en una habitación de su casa. Su primera exposición fue del Grupo Praxis, colectivo pictórico emblemático de los años 80. Actualmente Galería Códice "es un centro de promoción cultural para artistas nicaragüenses y extranjeros, que organiza exposiciones y tiene venta de piezas de arte".
Ha trabajado como Coordinadora de la Bienal de Artes Visuales Nicaragüenses desde su fundación en 1997.